# 箕作

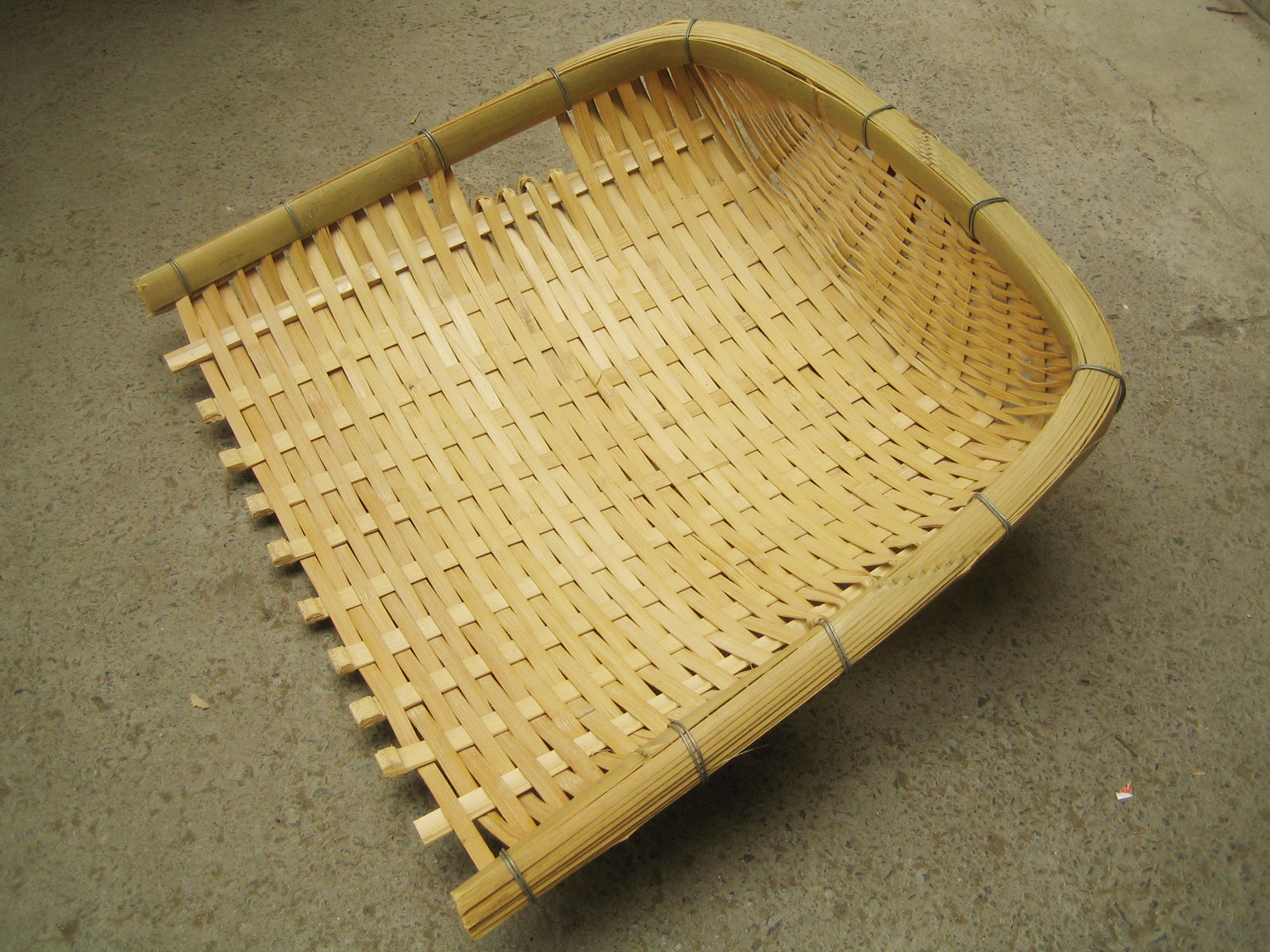
箕作が製造する箕（み）。

箕作（みつくり）は、日本において、箕（み）をつくることを生業とした者の総称である。補修を行う者を箕直（みなおし）と呼ぶ。

## 略歴・概要
日本での「箕」の使用は古く、唐古・鍵遺跡（奈良県磯城郡田原本町大字唐古および大字鍵）から、弥生時代前期初頭（紀元前8世紀ころ）のものが完全出土している。「箕」は、平安時代、934年（承平4年）前後に成立した漢和辞書『和名類聚抄』では、『説文解字』（紀元100年）を引用し、「米などの穀物を簸て殻、塵などを分け除く器」（「米などの穀物をふるって殻・塵などを分けて除去するための器」の意）と説明している。そのような本来の目的のために「箕」を使用することを示す動詞は、「簸る」（ひる）である。
「箕」の製造および補修には、熟練した特殊技術を必要とするため、専門の製造業者「箕作」、あるいは補修業者「箕直」の存在が不可欠であった。製造あるいは補修を生業とし、稲作等の農業を営む村落を訪問し、注文をとって業務を行っていたのが「箕作」、「箕直」と呼ばれる人々であった。室町時代、15世紀末の1494年（明応3年）に編纂された『三十二番職人歌合』には、「いやしき身なる者」として、シキミを行商する「しきみ売」（樒売）とともに「箕つくり」として紹介され、描かれている。
江戸時代、1712年（正徳2年）前後に完成『和漢三才図会』では、「箕」は「塵取」のようなものである、と異なる定義がされている。その上で、同書では「箕」のうちの「米を簸る箕」の産地は「泉州上村」（和泉国和泉郡池田荘上村、現在の大阪府和泉市池上町あたり）であるとしている。同書によれば、原材料は、楮（コウゾ）、筱竹（メダケ）、藤蔓（フジのつる）であるという。元禄年間（1688年 - 1704年）に、下総国匝瑳郡木積村（現在の千葉県匝瑳市木積）で、孟宗竹（モウソウチク）、篠竹（シノダケ）とフジを使用した「化粧箕」と呼ばれる「藤箕」（ふじみ）の製造が始まったとされている。当時、同地域での「藤箕」の箕作技術は定評があり、「木積の藤箕」の商圏は関東一円であったという。
埼玉県入間郡毛呂山町葛貫には、1960年ころ（昭和30年代）までは「桜箕」（さくらみ）の箕作技術が現存しており、農家が兼業で製造していた。1994年（平成6年）、民族文化映像研究所（代表姫田忠義）が同地に残る数少ない「箕作」に取材し、中篇ドキュメンタリー映画『埼玉の箕づくり 毛呂山町葛貫の桜箕』（監督:柴田昌平）を製作した。同地の桜（サクラ）の樹皮と篠竹（メダケ）を使用したものである。前述の「木積の藤箕」の箕作技術が現存しており、2009年（平成21年）3月11日、「木積の藤箕製作技術」として国の重要無形民俗文化財に指定された。同文化財の保護団体は「木積箕づくり保存会」。鹿児島県日置市大字日吉町日置字柿之谷には、キンチク（ホウライチク）、山桜（ヤマザクラ）の皮、枇杷（ビワ）の木、大葛藤（オオツヅラフジ）を使用する箕作技術が伝えられている。岩手県二戸郡一戸町面岸には、ニギョウ（サルナシ）の皮を使用する箕作技術が伝えられている。富山県氷見市大字論田・熊無には、矢竹（ヤダケ）、漆（ウルシ）、フジの皮、サクラの皮を使用する箕作技術が伝えられている。青森県中津軽郡西目屋村には、板屋楓（イタヤカエデ）を使用する箕作技術が伝えられている。いずれも山深い地形の小さな集落に伝わる技術であり、山の文化であるとみなされている。

## 地名
日本各地の地名に残る「箕作」には、下記のものがある。
- 滋賀県東近江市五個荘の南部 - 箕作山、箕作城址（観音寺城の支城）[14]
- 同市小脇町 - 東近江市立箕作小学校[15]
- 静岡県下田市 - 大字「箕作」[16]
- 福島県大沼郡会津美里町大字旭三寄 - 字「箕作」
- 長野県下水内郡栄村大字堺 - 字「箕作」、長野県道408号箕作飯山線